# Nicole Marthe Le Douarin
Profesorka Nicole Marthe Le Douarin (* 20. srpna 1930) je francouzská vývojová bioložka, autorka zásadních vědeckých prací v oblasti výzkumu embryonálního vývoje imunitního a nervového systému.
Je ředitelkou Ústavu embryologie v Národním centru pro vědecký výzkum (CNRS) a členkou Papežské akademie věd (nominována 1999) a Francouzské akademie věd.